# Osterfingen
Osterfingen (toponimo tedesco) è una frazione di 359 abitanti del comune svizzero di Wilchingen, nel Canton Sciaffusa.

## Storia

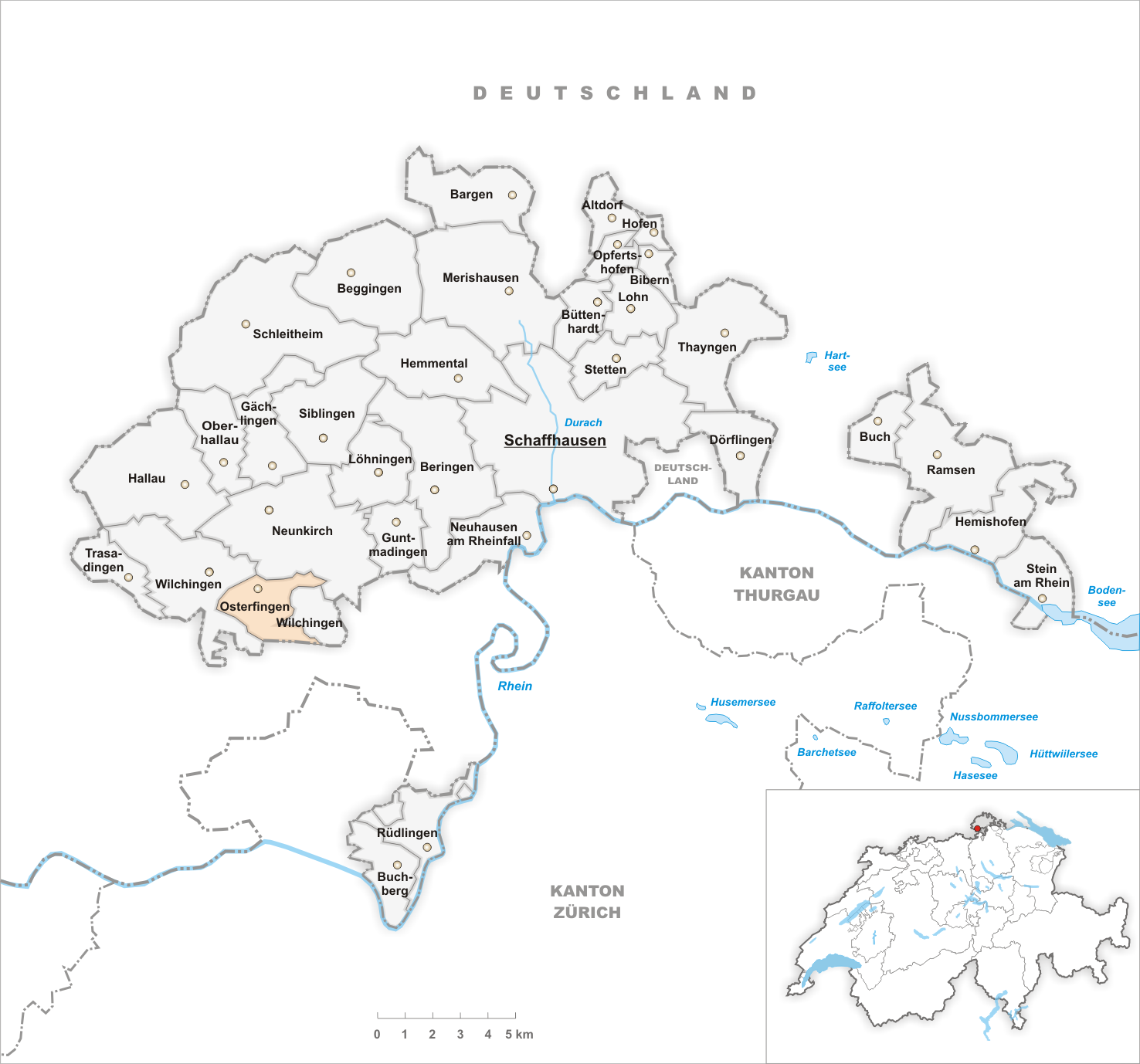
Il territorio del comune di Osterfingen prima degli accorpamenti comunali del 2005

Fino al 31 dicembre 2004 è stato un comune autonomo; il 1º gennaio 2005 è stato accorpato al comune di Wilchingen.